# 1889年基督降臨布魯塞爾
1889年基督降臨布魯塞爾（法语：L'Entrée du Christ à Bruxelles）是比利时艺术家詹姆斯·恩索爾1888年创作的一幅油画。这幅作品讽刺地将耶稣在棕枝主日那天进入耶路撒冷卻遭冷遇的場景舞台嫁接到布鲁塞尔的棕枝主日庆典中予以展现。这幅画曾一度被Les XX拒绝展出，直到1929年才在Les XX展出。
這幅畫後來又於1947年至1983年在皇家安特衛普美術館展出，1983年至1987年在蘇黎世美術館展出。1976年這幅畫又在芝加哥藝術博物館和所羅門·古根漢美術館展出。这幅画最終在洛杉矶盖蒂中心永久展出。 